# Merosargus bitaeniatus
Merosargus bitaeniatus är en tvåvingeart som beskrevs av Lindner 1949. Merosargus bitaeniatus ingår i släktet Merosargus och familjen vapenflugor.
Artens utbredningsområde är Guyana. Inga underarter finns listade i Catalogue of Life.